# RŽD-Baureihe РА2
Der Dieseltriebwagen РА2 (RA2) ist ein bei der Waggonfabrik Mytischtschi in Mytischtschi für die Eisenbahnen im nachsowjetischem Raum speziell für den schnellen Vorortverkehr auf nichtelektrifizierten Breitspurstrecken in schwieriger klimatischer Umgebung geschaffener Triebzug. Er besitzt gleichzeitig die Werksbezeichnung Modell 750. Eingesetzt sind die Fahrzeuge bei den Eisenbahnen in Russland, der Ukraine, Litauen und der Mongolei.

## Geschichte
Entstanden und ausgeliefert ist das Fahrzeug als Nachfolgemodell der RŽD-Baureihe РА1. Im Unterschied zu diesem Fahrzeug entstand der РА2 als Fahrzeug im Verband, er kann in der Konfiguration von zwei, drei und vier Fahrzeugen betrieben werden. Der РА2 ist für den Passagier-Transport auf nichtelektrifizierten Abschnitten mit intensivem Personen-Transport geschaffen worden, gleichfalls dient er auch für den innerstädtischen und zwischenregionalen Verkehr. Äußerlich ähneln die Fahrzeuge den Triebwagen der Marke Desiro. Ihr größter Unterschied ist jedoch die Karosserie mit geriffelten Blechen (aber nicht bei allen Fahrzeugen!) und die Anordnung von zwei Drehgestellen pro Wagen. Die hauptsächlichste Anordnung des РА2 ist eine dreiteilige Einheit, dabei besteht das Fahrzeug wie die Desiro aus zwei motorgetriebenen Endwagen und zusätzlich einem antriebslosen Mittelwagen. Möglich ist auch die Anordnung Motorwagen + Motorwagen sowie Motorwagen + Beiwagen + Beiwagen + Motorwagen. Über die Vielfachsteuerung ist der Betrieb von zwei dreiteiligen Traktionen möglich. Der Kasten des Fahrzeuges ist ganzmetallisch mit Wärmeisolation.
In den Vorräumen der Fahrzeuge sind Türen als Anlehn-Schiebetüren mit individueller Betätigung über Knöpfe vorhanden. Der Wagenkasten ist für den Ausstieg auf Bahnsteigen mit hohen Plattformen ausgelegt. Für Bahnsteige mit niedrigen Plattformen erleichtern Schiebetritte den Ausstieg der Reisenden. Die Motorwagen besitzen wie die Siemens Desiro einen Vorraum mit einer Anlehn-Schiebetür auf jeder Seite. Dazu ist noch ein Aufstieg für den Lokführer vorhanden. Die Beiwagen besitzen zwei Einstiegsräume an den Enden des Wagenkastens.
Aufgestützt ist der Kasten auf zwei zweiachsigen Drehgestellen, bei dem Motorwagen ist eines von ihnen das Antriebsdrehgestell. Für die Erhöhung der Leichtigkeit der Fahrbewegung ist eine zentrale pneumatische Aufhängung ausgeführt worden. Zwischen den Wagen ist eine lückenlose Kuppeleinrichtung verwendet worden, am vorderen Ende des Motorwagens befindet sich eine automatische Mittelpufferkupplung vom Typ SA-3.
Angetrieben werden die Fahrzeuge von je einem Power Pack von MTU Friedrichshafen in den Endwagen. Diese bestehen aus dem Dieselmotor mit 350 kW Leistung und einer hydromechanischen Kraftübertragungsanlage von Voith. Außerdem ist mit diesem Powerpack ein Generator-Modul und ein Luftkompressor sowie Systeme der Kühlung und Dämpfung montiert. Das Kraftmodul und dessen Bediensysteme sind unter dem Wagenkastenboden montiert. In den Fahrgastabteilen sowie den Vorräumen werden Leuchtstofflampen zur Beleuchtung verwendet. In den Motorwagen sind Toiletten geschlossenen Systems eingerichtet.

## Bilder

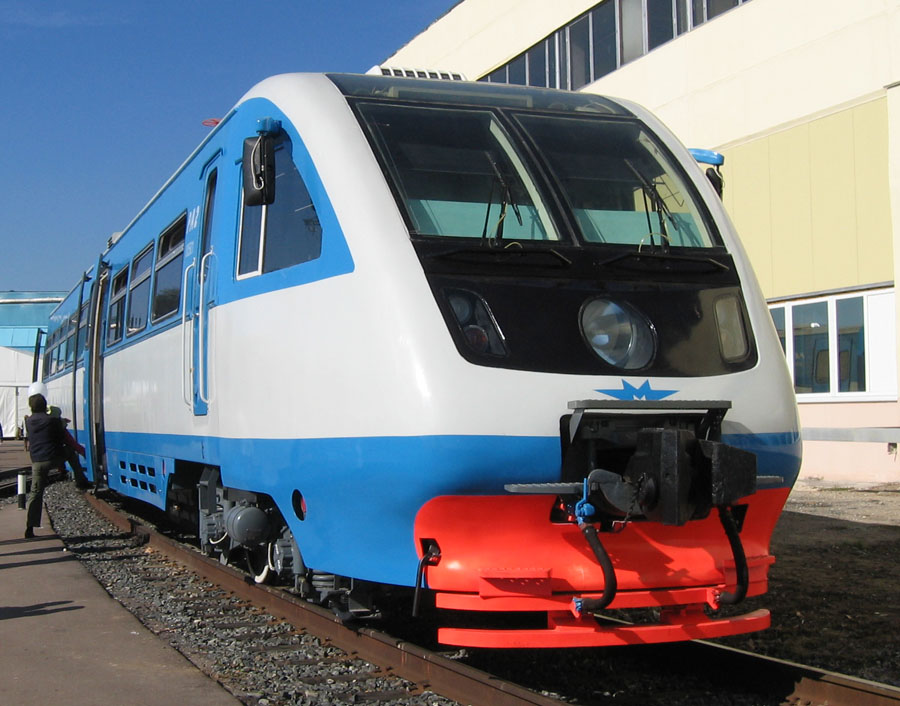
Ansicht eines RA2 der RŽD
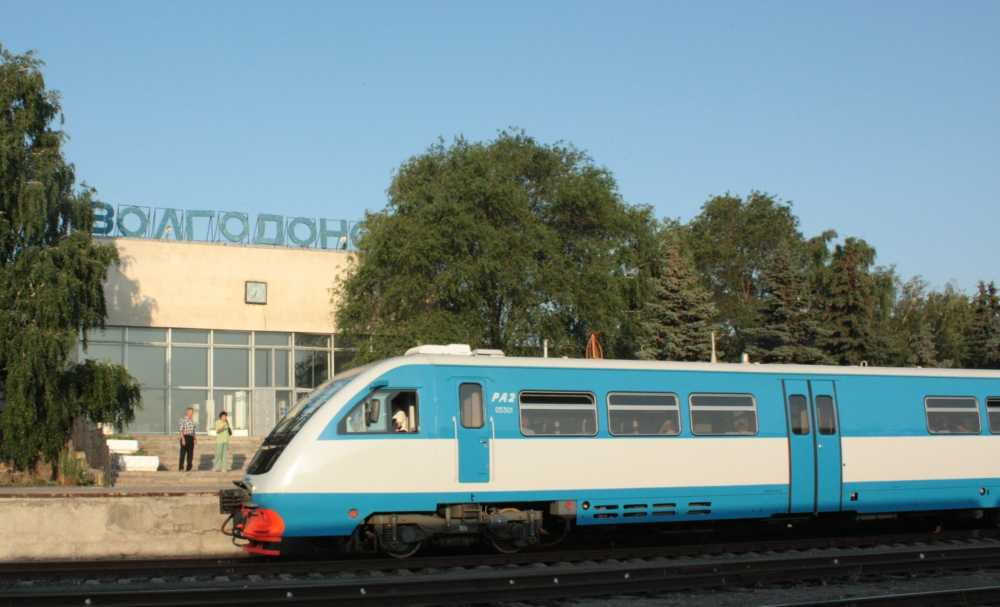
Ansicht der Kopfpartie eines RA2 ohne geriffelten Blechen in der Station Wolgodonsk
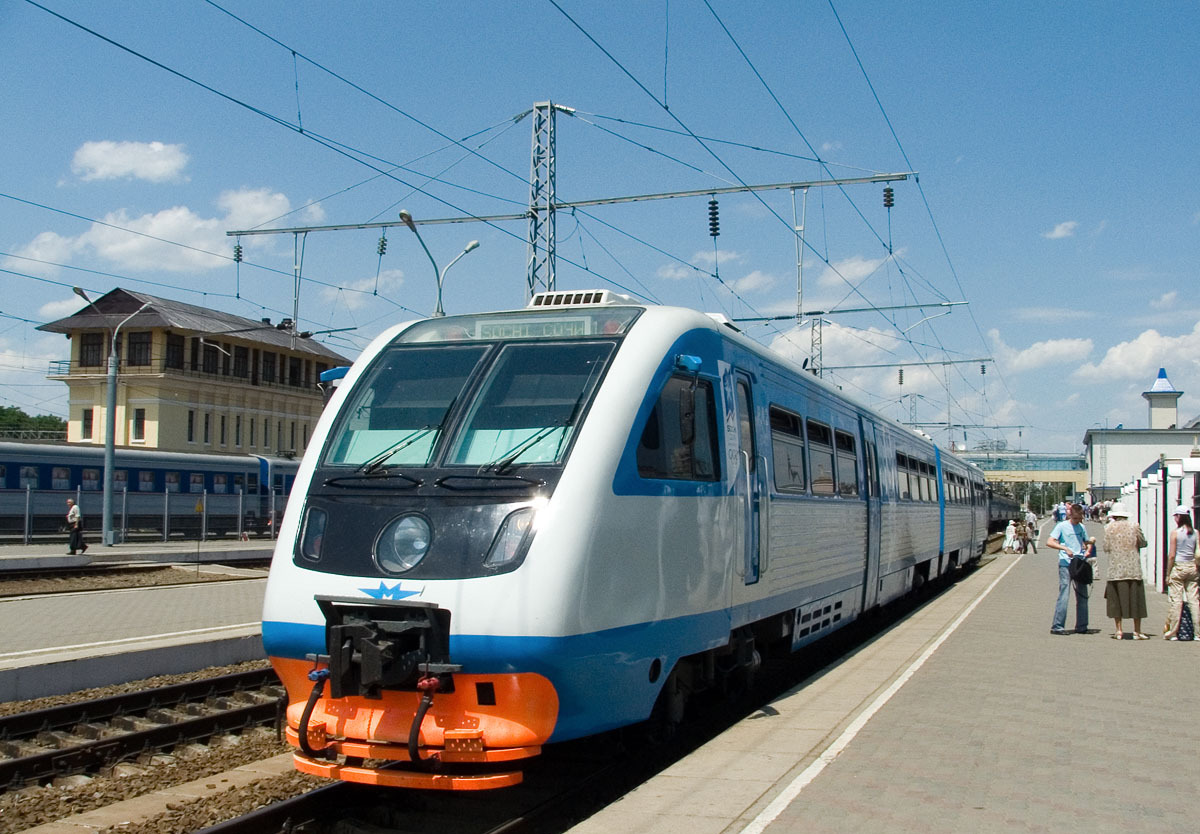
Ansicht des RA2.0014 der RŽD
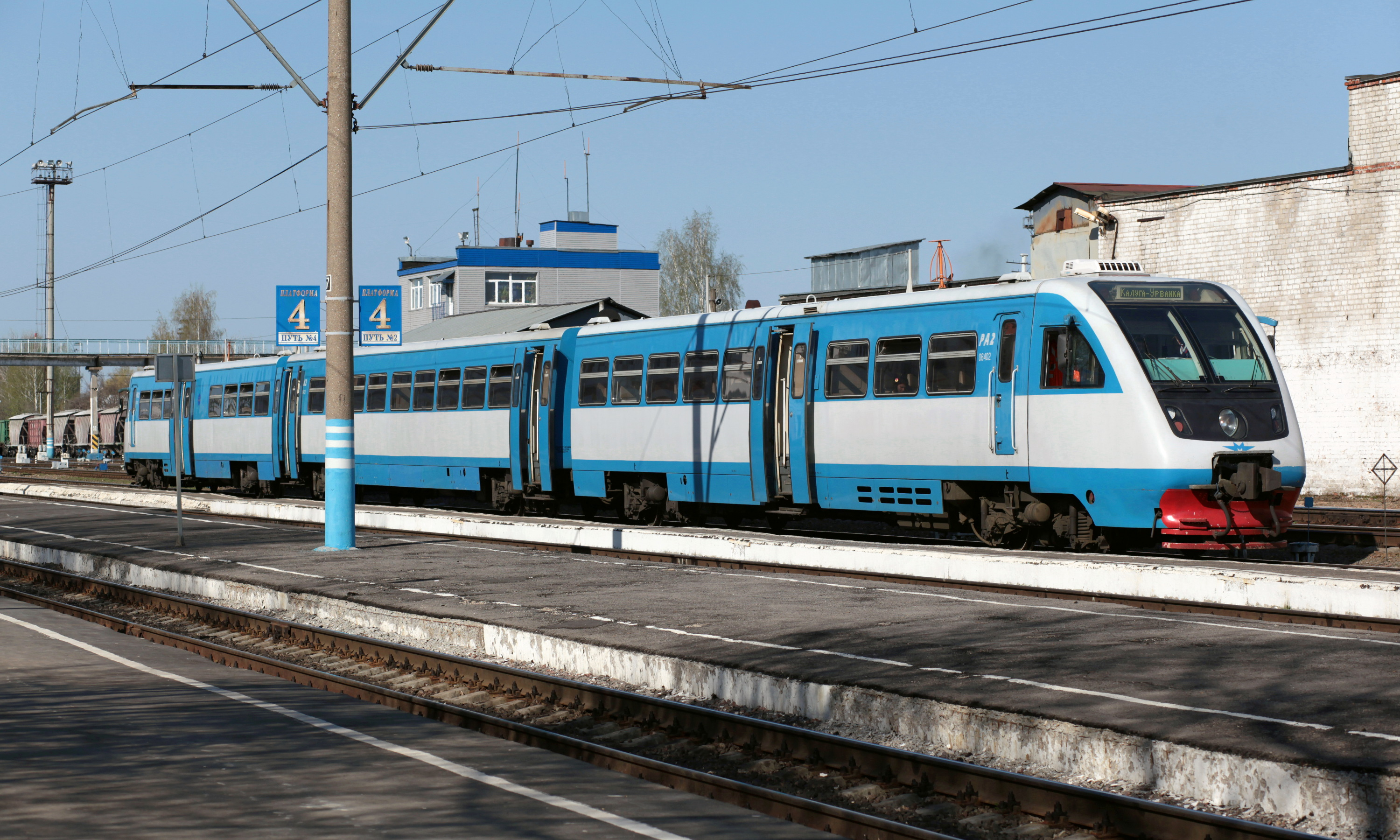
Eine dreiteilige Version des RA2 mit einer Karosserie ohne geriffelten Blechen in der Station Kaluga
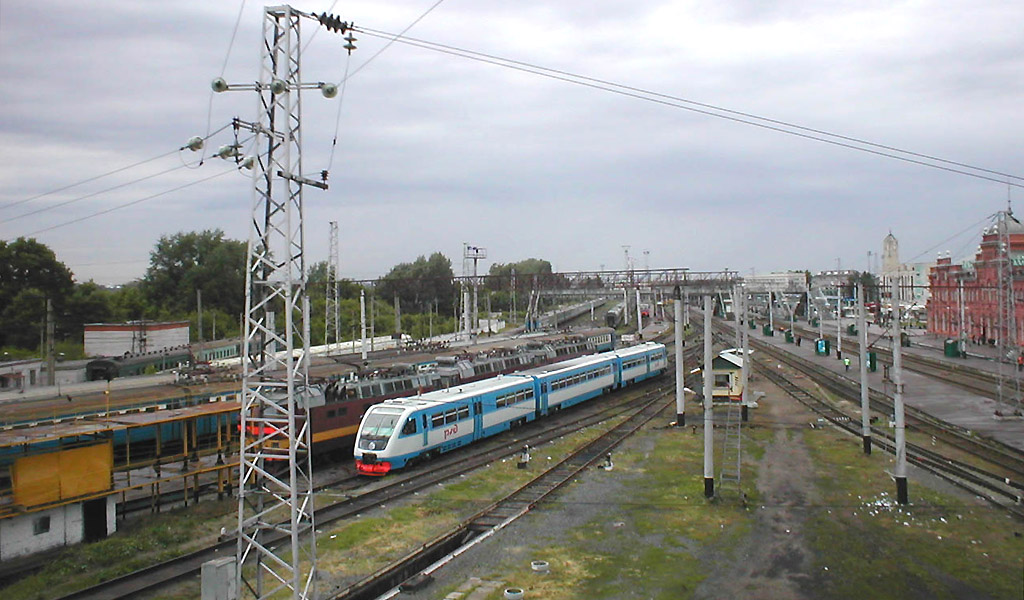
Eine dreiteilige Version des RA2 ohne geriffelten Blechen in der Station Kasan
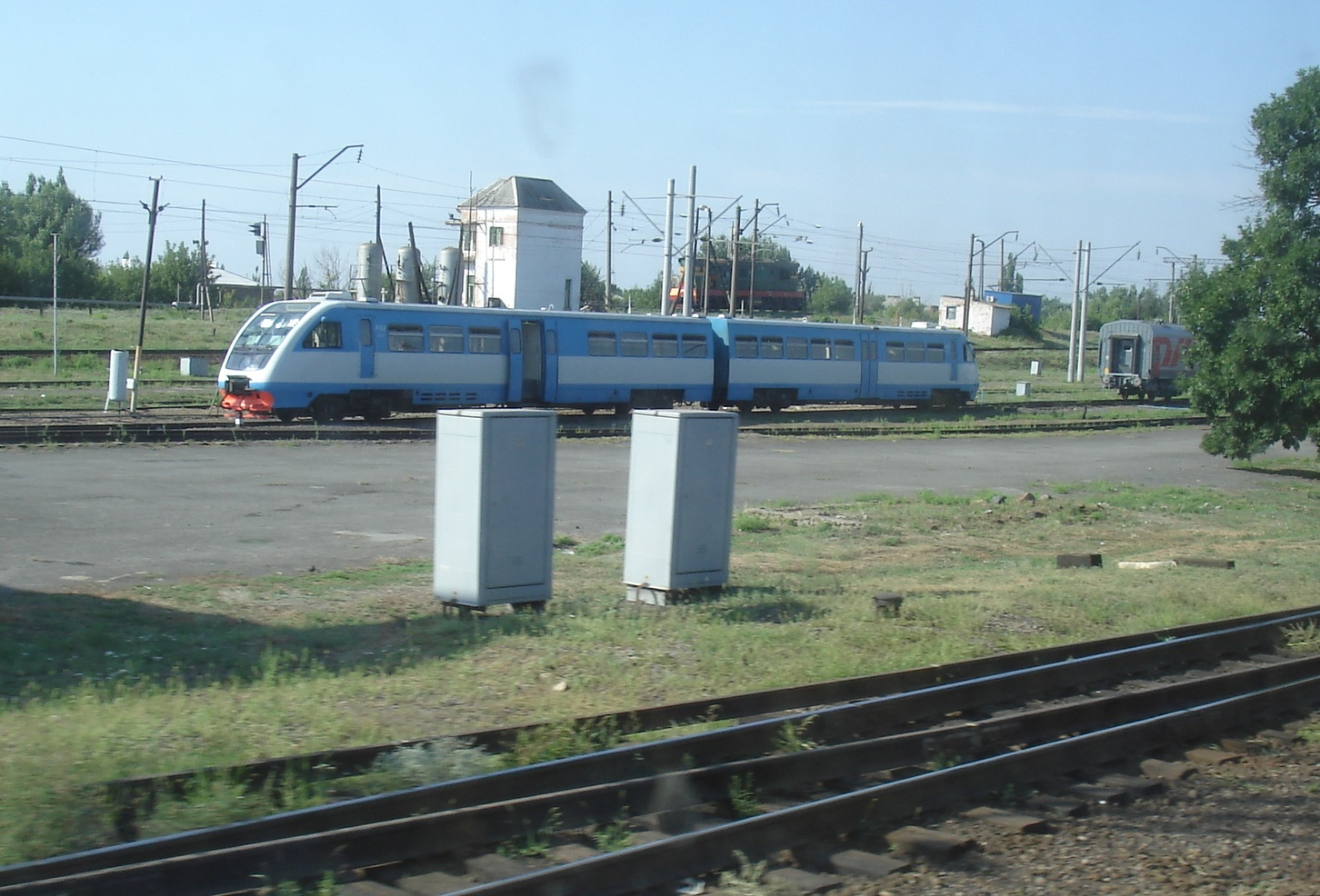
Eine zweiteilige Version des RA2 ohne geriffelten Blechen in der Station Lichaja (in Kamensk-Schachtinski)
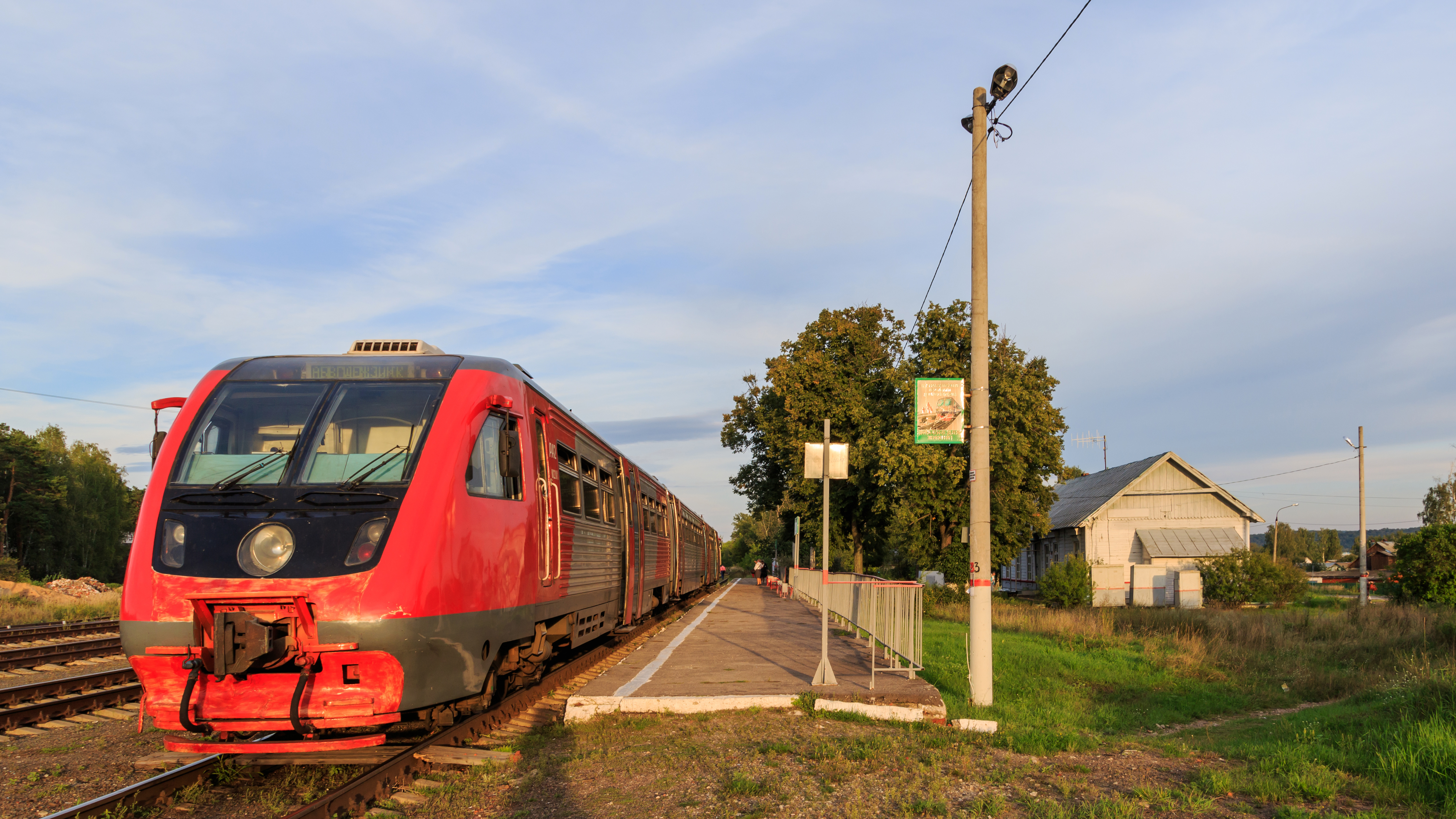
Rot gefärbt, in Osjory